# Vixnevka
Vixnevka (en rus: Вишневка) és un poble (un khútor) de l'óblast de Rostov, a Rússia, segons el cens rus del 2010 tenia 187 habitants. Pertany al districte de Zernograd.